# Lipnik (Gdańsk)
Lipnik (niem. Leipzig) – majątek w gdańskiej dzielnicy Brętowo, na obszarze kompleksu leśnego Lasów Oliwskich, wcześniej zwany Jakubowo.

## Historia
Znajdował się tam młyn wiatrowy. Obecnie jedynymi pozostałościami jest połamane w 1994 granitowe koło młyńskie oraz znajdująca się nieopodal kilkusetletnia lipa.
Prawdopodobnie Lipnik wchodził w skład majątku Niedźwiednik i Kamienny Młyn. Zbudowany został najprawdopodobniej w połowie XIX wieku.
Osada przestała istnieć u schyłku II wojny światowej.
Urokliwa alejka brzozowa, łącząca Lipnik z VII Dworem, jeszcze na początku XX wieku była polną drogą i nosiła nazwę Lipnickiej Drogi (lub Jakubowskiej Drogi).